# Riina Sikkut
Riina Sikkut (ur. 12 stycznia 1983) – estońska polityk i ekonomistka, w latach 2018–2019 minister zdrowia i pracy, od 2022 do 2023 minister spraw gospodarczych i infrastruktury, w latach 2023–2025 minister zdrowia.

## Życiorys
Absolwentka szkoły średniej Vinni-Pajusti Gümnaasium oraz ekonomii na Uniwersytecie w Tartu. W 2010 uzyskała magisterium z zakresu polityki zdrowotnej na Uniwersytecie Londyńskim. Pracowała jako urzędniczka w estońskim ministerstwie finansów oraz w Swedbanku. W latach 2011–2017 była analitykiem do spraw programu polityki zdrowotnej w think tanku Praxis. W 2017 została doradcą do spraw polityki społecznej i zdrowotnej w administracji rządowej.
W 2018 wstąpiła do Partii Socjaldemokratycznej. W maju tegoż roku zastąpiła Jevgeniego Ossinovskiego na stanowisku ministra zdrowia i pracy w rządzie Jüriego Ratasa. W 2019 uzyskała mandat posłanki do Zgromadzenia Państwowego XIV kadencji. W kwietniu 2019 zakończyła pełnienie funkcji rządowej. W lipcu 2022 została ministrem spraw gospodarczych i infrastruktury w powołanym wówczas drugim gabinecie Kai Kallas. W 2023 po raz drugi wybrana na deputowaną do estońskiego parlamentu. W kwietniu tegoż roku w trzecim rządzie dotychczasowej premier przeszła na funkcję ministra zdrowia. Pozostała na tym stanowisku również w utworzonym w lipcu 2024 gabinecie Kristena Michala. Urząd ten sprawowała do marca 2025.